# Disturbios de Nabi Musa
Los disturbios de Nabi Musa de 1920, también conocidos como Disturbios de Jerusalén de 1920 o pogromo de Jerusalén, tuvieron lugar en la parte británica del Territorio Enemigo Ocupado (OETA en sus siglas inglesas, que se convertiría en breve en el Mandato Británico de Palestina) entre el domingo 4 y el miércoles 7 de abril de 1920 en la Ciudad Vieja de Jerusalén y sus alrededores. Cinco judíos y cuatro árabes murieron como resultado de los disturbios y cientos más resultaron heridos. 
Los disturbios reciben su nombre de la festividad de Nabi Musa, con la cual coincidieron, que tenía lugar anualmente durante la Semana Santa, durante una época de creciente tensión entre las comunidades árabe y judía. Los hechos tuvieron lugar poco después de la batalla de Tel Jai y en el contexto de la presión cada vez mayor ejercida sobre los árabes nacionalistas de Siria durante la Guerra Franco-Siria.
Algunos líderes religiosos árabes pronunciaron discursos durante el festival (en el que multitud de musulmanes se reunían tradicionalmente para realizar una procesión religiosa), que incluían consignas aludiendo a la inmigración sionista y a los enfrentamientos previos en torno a las aldeas judías en Galilea. El motivo que hizo que la procesión se convirtiese en una revuelta no está claro del todo; algunas pruebas parecen indicar que hubo provocaciones sionistas, pero también es posible (aunque no fueron documentados) que fueran actividades árabes las que desencadenaran los disturbios.
La administración militar británica de Palestina recibió críticas por retirar sus tropas del interior de Jerusalén, así como por su tardanza a la hora de recuperar el control. La confianza mutua entre británicos, judíos y árabes se vio erosionada como resultado de los disturbios, y tuvo entre sus consecuencias un incremento en los esfuerzos de la comunidad judía para conseguir una infraestructura autónoma y un aparato de seguridad paralelo al de la administración británica, convirtiéndose en el germen de la Haganá. 
Tras los disturbios, jeques de 82 pueblos alrededor de las ciudades de Jerusalén y Jaffa, que decían representar al 70% de la población, publicaron un documento expresando su condena de las manifestaciones contra los judíos, aunque esta condena pudo haberse conseguido con sobornos. A pesar de la revuelta, la comunidad judía de Palestina participó en unas elecciones para la Asamblea de Representantes el 19 de abril de 1920, a excepción de la ciudad de Jerusalén, donde las elecciones se retrasaron tres días. Los disturbios también precedieron en el tiempo a la Conferencia de San Remo, que se celebró entre el 19 y el 26 de abril de 1920, en la que habría de decidirse el destino de Oriente Medio. 

## Contexto

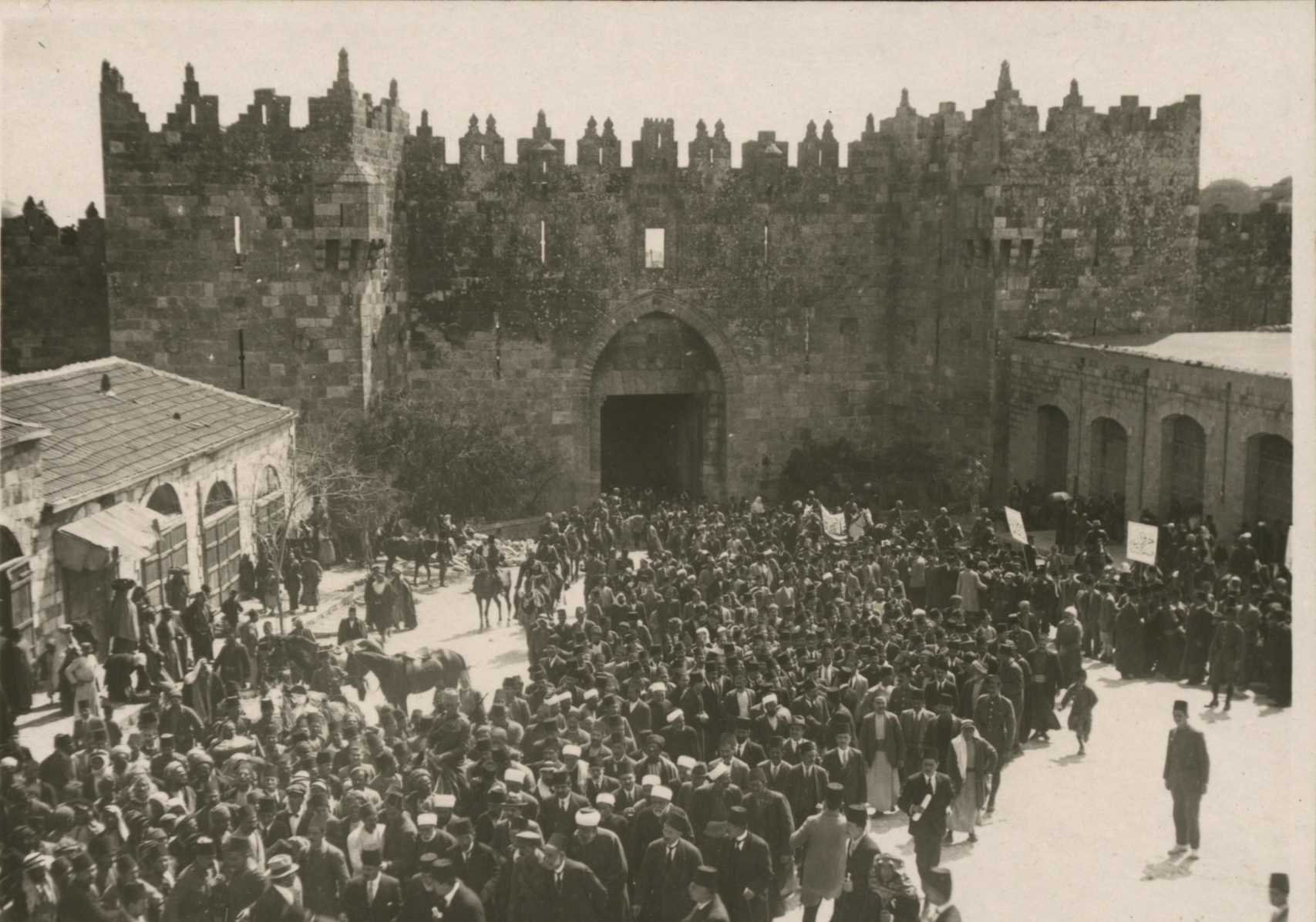
Manifestación antisionista en la Puerta de Damasco, 8 de marzo de 1920

El contenido y las propuestas tanto de la Declaración Balfour de 1917 como de la Conferencia de Paz de París de 1919, que terminó con la firma del Tratado de Versalles, fueron objeto de intensos debates por parte de las delegaciones sionista y árabe, y a ambas comunidades se las informó ampliamente del proceso de las negociaciones. En concreto, el desmoronamiento del Imperio Otomano llevó al compromiso de las potencias vencedoras, especialmente Gran Bretaña y Francia, de asumir la “sagrada misión de la civilización” en el vacío de poder de Oriente Medio. Según la Declaración Balfour, una patria para el pueblo judío debía crearse en Palestina. El principio de autodeterminación afirmado por la Sociedad de Naciones no se aplicaría, por lo tanto, a Palestina, dado el previsible rechazo de la comunidad sionista patrocinada por los británicos. Estos planes externos para Palestina y para otras comunidades árabes tras la conclusión de la Primera Guerra Mundial condujeron a una radicalización del mundo árabe.

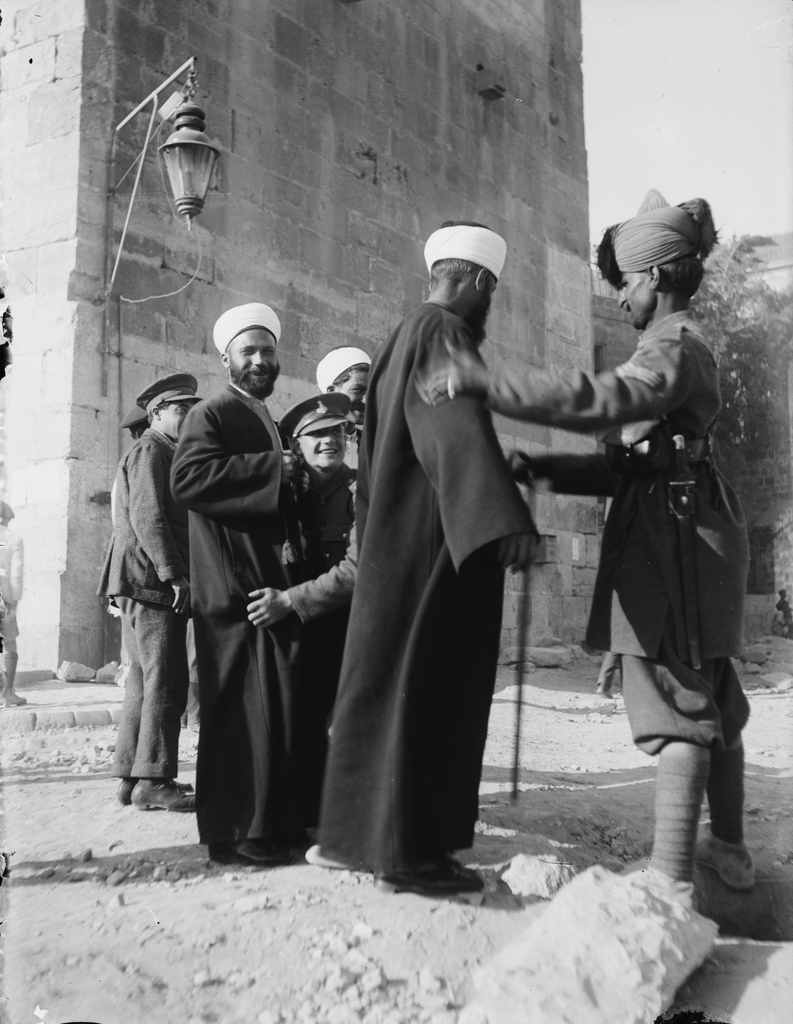
Policía británica inspeccionando a ciudadanos árabes de Palestina (abril de 1920)

El 1 de marzo de 1920, la muerte de Joseph Trumpeldor en la Batalla de Tel Hai a manos de un grupo chií del sur del Líbano causó una profunda preocupación entre los líderes judíos, quienes hicieron numerosos llamamientos a la administración de la OETA para que se ocupase de la seguridad del Yishuv y prohibiese un mitin pro-sirio. Sin embargo, sus miedos fueron en su mayoría menospreciados por el Oficial Administrativo Jefe, general Louis Bols, por el gobernador militar Ronald Storrs y el general Edmund Allenby, a pesar de una advertencia del líder de la Comisión Sionista Jaim Weizmann de que “hay un pogromo flotando en el ambiente”, apoyada por los informes en la mesa de Storrs. Se habían redactado comunicados sobre previsibles problemas entre árabes y judíos, así como entre los propios árabes. A Weizmann y al resto de líderes judíos, estos acontecimientos les recordaban a las instrucciones que los generales rusos habían publicado a la víspera de los pogromos. Mientras tanto, las esperanzas de los árabes locales habían alcanzado cotas muy altas debido a la declaración de independencia de la Gran Siria en el Reino de Siria, proclamada por el Consejo Sirio con Faisal como su rey, que incluía el territorio dominado por los británicos dentro de las tierras reclamadas por el reino naciente. El día de la declaración de independencia siria y el día siguiente, 7 y 8 de marzo, hubo manifestaciones en todas las ciudades de Palestina, las tiendas cerraron y hubo numerosos ataques a judíos. Los atacantes gritaron eslóganes como “muerte a los judíos” o “Palestina es nuestra tierra y los judíos son nuestros perros”.

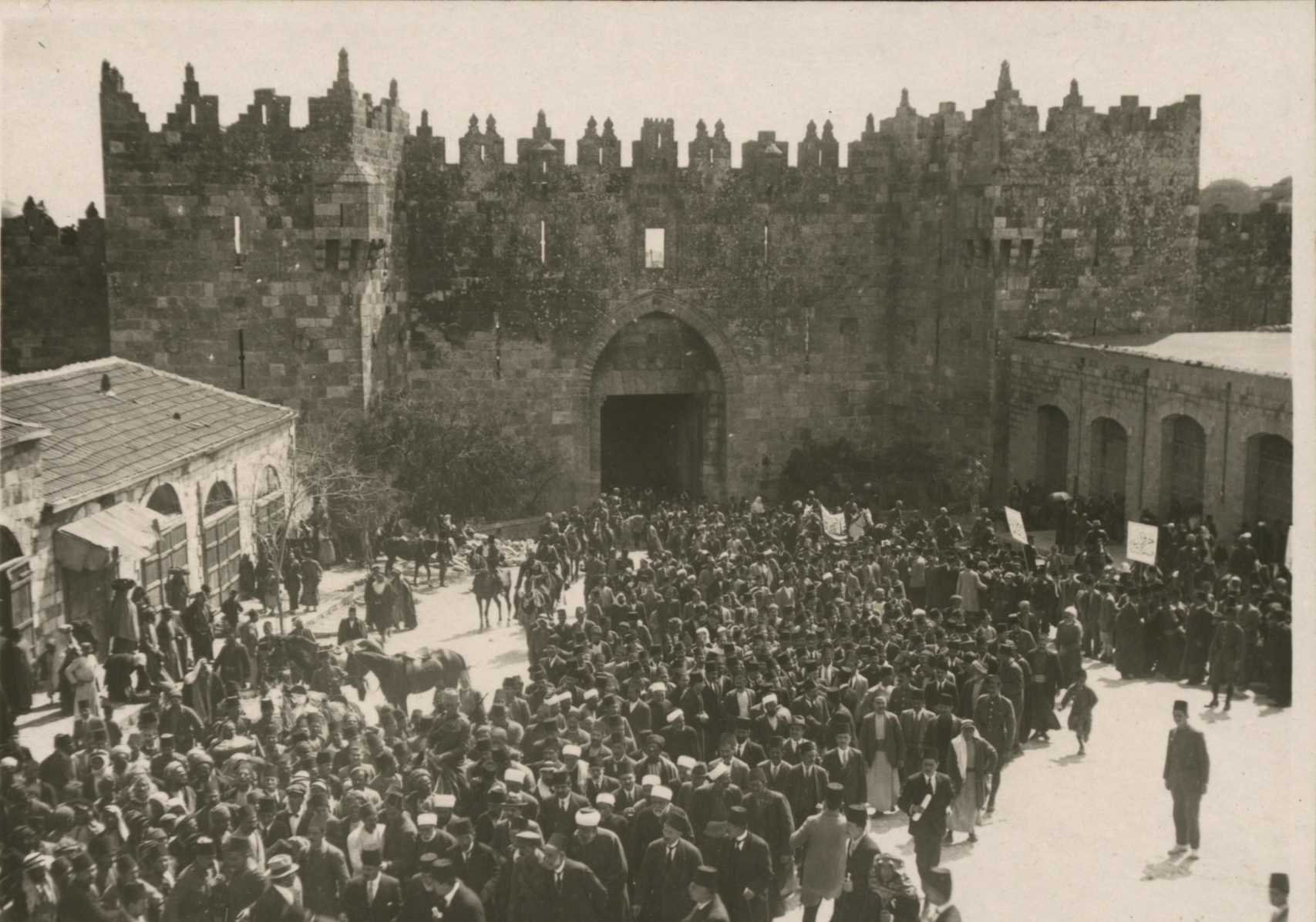
Manifestación antisionista en la Puerta de Damasco (marzo de 1920)

Los líderes judíos solicitaron de la OETA autorización para armar a grupos de autodefensa judíos que compensasen la falta de adecuadas tropas británicas. Aunque esta petición fue denegada, Zeev Jabotinsky y Pinhas Rutenberg comenzaron a entrenar abiertamente a voluntarios judíos, un esfuerzo del cual la Comisión Sionista mantuvo informados a los británicos. Muchos de los voluntarios eran miembros del club deportivo Maccabi y algunos de ellos eran veteranos de la Legión Judía. Su mes de entrenamiento consistió principalmente en calistenia y combate cuerpo a cuerpo con palos. Hacia finales de marzo, se decía que unos 600 de ellos realizaban ejercicios militares a diario en Jerusalén. Jabotinsky y Rutenberg también comenzaron a organizar el pertrecho de armas.
La festividad de Nabi Musa era un festival musulmán de primavera que comenzaba cada viernes anterior a Viernes Santo y que consistía en una procesión al santuario de Nebi Musa (Tumba de Moisés), cerca de Jericó. Aparentemente, databa de tiempos de Saladino. El educador y ensayista árabe Khalil al-Sakakini describió cómo las tribus y las caravanas llegaban con sus banderas y sus armas. Las autoridades otomanas solían desplegar miles de soldados e incluso artillería para mantener el orden en las estrechas calles de Jerusalén durante el paso de la procesión de Nabi Musa. Sin embargo, si bien Storrs envió una advertencia a los líderes árabes, solamente desplegó 188 policías.

## Disturbios

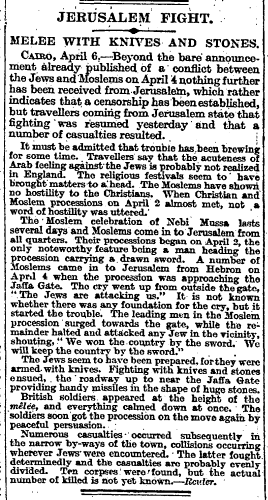
Información sobre los disturbios de Nabi Musa en The Times (8 de abril de 1920)

Sobre las 10:30 de la mañana del domingo 4 de abril de 1920, entre 60.000 y 70.000 árabes se habían congregado en la plaza de la ciudad para la festividad de Nabi Musa y diversos ataques contra judíos ya habían tenido lugar en la hora anterior en las calles de la Ciudad Vieja. Amin al-Husayni había enunciado proclamas antisionistas desde el balcón del Club Árabe, mientras que su tío Musa al-Husayni, alcalde de Jerusalén, había incitado también a la violencia desde el balcón del edificio consistorial. 
El editor del periódico Suriya al-Janubia (Sur de Siria), Aref al-Aref, otro miembro del Club Árabe, pronunció su discurso en la puerta de Jaffa a lomos de su caballo. No hay acuerdo sobre la naturaleza de su discurso. Según el historiador israelí Benny Morris, sus palabras fueron “Si no usamos la fuerza contra los sionistas y contra los judíos, nunca nos libraremos de ellos”, mientras que el historiador judío británico Bernard Wasserstein escribió que “parece que él cooperó con la policía y no hay pruebas de que instigara activamente la violencia”. De hecho, Wasserstein añade que “los informes de los servicios de inteligencia sionista de ese periodo son unánimes al apuntar que habló repetidas veces contra la violencia”.
Se dice que la multitud gritaba “¡Independencia!, ¡Independencia!” y “Palestina es nuestra tierra, los judíos son nuestros perros”. La policía árabe se les unió con aplausos y la violencia estalló. La población árabe local saqueó el Barrio Judío de Jerusalén, incluida la yeshiva Torath Chaim, en la que los rollos de la Torá fueron rasgados y arrojados al suelo mientras prendían fuego al edificio. Durante las siguientes tres horas, 160 judíos resultaron heridos.
Khalil al-Sakakini fue testigo del estallido de la violencia en la Ciudad Vieja: 
“(Una) revuelta comenzó, la gente empezó a correr y se lanzaron piedras contra los judíos. Las cierras se cerraron y hubo gritos… Vi a un soldado sionista cubierto de polvo y sangre… Después, vi a un paisano de Hebrón acercarse a un muchacho judío, un limpiabotas, que se escondió detrás de un saco en una de las esquinas de la muralla, al lado de la Puerta de Jaffa; el hebronita cogió su caja y le golpeó con ella en la cabeza. Él gritó y echó a correr con la cabeza sangrando, y el hebronita lo dejó huir y volvió a la procesión… La procesión llegó a su cénit. Todos gritaban “La religión de Mahoma nación con la espada”. … Yo me encaminé de inmediato hacia los jardines municipales… mi alma se deprime y siente náuseas por la locura de la humanidad”.
El ejército impuso un toque de queda el domingo por la noche y arrestó a varias docenas de alborotadores, pero se les permitió acudir a las oraciones de la mañana del lunes, tras lo cual fueron liberados. Los árabes siguieron atacando a judíos y entrando en sus casas, especialmente en los edificios mixtos de mayoría árabe.

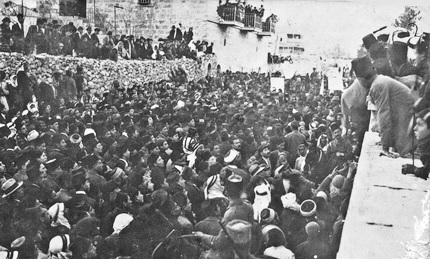
Manifestantes árabes palestinos en la puerta del ayuntamiento (1920)

El lunes, mientras los problemas empeoraban, el ejército selló la Ciudad Vieja y no permitió que nadie saliera de ella. Se declaró la ley marcial, pero continuaron los saqueos, robos, violaciones y asesinatos. Se incendiaron varias casas y se destrozaron lápidas. Los soldados británicos descubrieron que la mayoría de las armas ilegales habían estado escondidas bajo las ropas de las mujeres árabes. El lunes por la noche, los soldados fueron evacuados de la Ciudad Vieja en un movimiento descrito por el Informe Palin como “un error de juicio”. Incluso con la ley marcial, las autoridades británicas necesitaron otros cuatro días para restaurar el orden. 
La población judía de la Ciudad Vieja no había recibido ningún entrenamiento ni armas, y los hombres de Jabotinsky se encontraban fuera de los muros de la Ciudad Vieja, sellada por los británicos. Dos voluntarios consiguieron colarse en el Barrio Judío disfrazados de personal médico para organizar la autodefensa a base de piedras y agua hirviendo.
Cinco judíos y cuatro árabes murieron durante los disturbios. Doscientos dieciséis judíos y veintitrés árabes resultaron heridos, entre los cuales quedaron en estado crítico dieciocho judíos y un árabe. Unos trescientos judíos fueron evacuados de la Ciudad Vieja.

## Acusaciones de complicidad británica

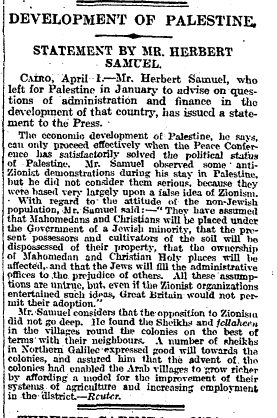
Declaraciones en The Times de Herbert Samuel poco antes de conocerse la noticia

Poco después de los disturbios de Nabi Musa, Chaim Weizmann y el teniente coronel británico Richard Meinertzhagen afirmaron que el Gran Muftí de Jerusalén, Muhammad Amin al-Husayni, había sido convencido de incitar a la revuelta por el jefe del estado mayor del general británico Allenby, el coronel Bertie Harry Waters-Taylor, para demostrar al mundo que los árabes no tolerarían una patria judía en Palestina. La acusación nunca fue probada y Meinertzhagen fue relevado de su cargo.
La Comisión Sionista señaló que antes de la revuelta los lecheros árabes comenzaron a pedir a sus clientes en Mea Shearim que les pagaran al momento, explicándoles que ya no podrían seguir sirviendo en el barrio judío. Los tenderos cristianos habían marcado sus tiendas previamente con el signo de la cruz para que no fuesen saqueadas por error. El informe de una comisión previa también acusaba a Storrs de incitar a la violencia de los árabes, culpándole de sabotear los intentos de comprar también el Muro de las Lamentaciones. Un grupo de ciudadanos estadounidenses hicieron circular una queja formal que presentaron a su cónsul en la que protestaban por el hecho de que los británicos no habían permitido que los judíos se defendieran.
Tras el inicio de la violencia, Zeev Jabotinsky se reunió con el gobernador militar Storrs y sugirió que se desplegaran sus voluntarios, algo a lo que Storrs se negó. Además, Storrs confiscó su pistola y le exigió que le indicara la ubicación de sus otras armas, amenazándole con arrestarle por posesión de arma de fuego. Un tiempo después, Storrs cambió de opinión y le pidió que 200 voluntarios se presentaran en la comisaría central para ser nombrados ayudantes de policía. Tras llegar al lugar y cuando el juramento necesario había dado ya comienzo, llegaron órdenes de detener el proceso y echarlos de la comisaría. También se había invitado a voluntarios árabes, y también fueron expulsados de la misma manera. 
Con posterioridad a los disturbios, Storrs visitó a Menájem Ussishkin, el nuevo líder de la Comisión Sionista, para expresarle sus “disculpas por la tragedia que nos ha acaecido”. Ussishkin preguntó “¿Qué tragedia?”, a lo que Storrs respondió “Me refiero a los desafortunados eventos que han ocurrido aquí durante los últimos días”. “Su excelencia quiere decir el pogromo”, sugirió Ussishkin, y cuando vio que Storrs dudaba en su respuesta, terminó diciendo “Usted, coronel, es un experto en materia de organización, y yo soy un experto en el funcionamiento de pogromos”.
El Informe Palin apuntó que los representantes judíos insistían en denominar los sucesos como un pogromo, lo cual sugería que la administración británica había actuado en connivencia con la violencia. Dicho informe defendía la posición británica de que no había habido ningún tipo de connivencia con los disturbios, ya que solamente cuatro oficiales de todo el ejército británico habían sido acusados de estar predispuestos contra los judíos, y los cuatro habían sido relevados de su cargo. El informe también afirmaba que las alegaciones del teniente coronel Richard Meinertzhagen podrían haber estado influenciadas por su patente posicionamiento en favor de los sionistas, de quienes dijo que “la administración debería adoptar una postura de cierta simpatía por la causa judía”, mientras que consideraba la causa árabe como solamente “justificable de manera superficial”, y veía a los árabes como personas inferiores, presentando además el caso del teniente coronel Bentwich, un judío británico y “ferviente y convencido sionista” en palabras del informe, que argumentaba no había habido un posicionamiento antisionista de la administración y que los dos o tres casos concretos de oficiales que se habían mostrado antisionistas habían sido ya tratados. Esa misma fue la conclusión del Informe Palin con respecto a las acusaciones judías de connivencia con un pogromo.

## Comisión Palin
La comisión Palin (o Corte de Investigación Palin), un comité de investigación enviado a la zona en mayo de 1920 por las autoridades británicas, examinó los motivos que produjeron estos disturbios. Según el Estudio de Palestina:
"Los árabes llevaron a cabo salvajes ataques en Jerusalén contra las vidas y las propiedades de los judíos. Cinco judíos fueron asesinados y otros 211 resultaron heridos. El orden solo se restauró por la intervención de las tropas británicas; cuatro árabes fueron asesinados y 21 resultaron heridos. Una comisión militar informó de que las razones de esta revuelta fueron: 
(a) La decepción árabe por el incumplimiento de las promesas de independencia que aseguraban haber recibido durante la guerra. 
(b) La creencia árabe de que la Declaración Balfour implicaba una negativa al derecho de autodeterminación, y su miedo a que el establecimiento de un Hogar Judío significase un gran aumento de la inmigración judía y llevara a su subordinación económica y política ante los judíos. 
(c) El agravamiento de estos sentimientos, por un lado debido a la propaganda que venía desde el exterior de Palestina en relación con la proclamación del emir Faisal como rey de una Siria reunificada y al crecimiento de las ideas panárabes y panislámicas, y por otro lado a las actividades de la Comisión Sionista apoyada por los recursos y la influencia de los judíos del resto del mundo." 
El Informe Palin sobre los disturbios de abril no se firmó hasta julio de 1920, ya pasada la Conferencia de San Remo y la sustitución de la OETA por un Alto Comisionado, sir Herbert Samuel. El Informe fue remitido en agosto de 1920, aunque nunca vio la luz, y era crítico con ambos bandos. 
Por un lado culpaba a los sionistas, “cuya impaciencia por conseguir su fin último y cuya indiscreción son en gran medida responsables de este triste estado de ánimo”, y mencionaba expresamente a Amin al-Husayni y Zeev Jabotinsky. Este último, sin embargo, no era según la Corte un exponente de “bolcheviquismo”, del que pensaba que “fluía en lo más profundo del corazón del sionismo”, sino más bien salvajemente antisocialista. Habían confundido sus políticas con las de Poalei Zion (Trabajadores Sionistas), alineados con la ideología socialista, a la que la comisión denominó “una institución definitivamente bolchevique”. 
El informe también fue crítico con algunas de las acciones del mando militar de la OETA, y en especial con la retirada de las tropas del interior de Jerusalén en la mañana del lunes 5 de abril, así como con el hecho de que, una vez proclamada la ley marcial, se hubiese tardado tanto en recuperar el control.

## Consecuencias

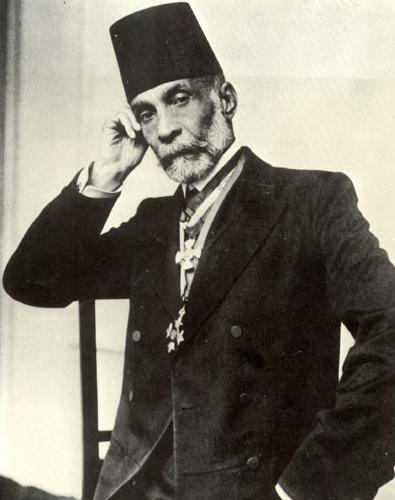
Musa al-Husayni, alcalde de Jerusalén en el momento de los hechos

Más de 200 personas fueron juzgadas como resultado de los disturbios, incluidos 39 judíos. Musa Kazim al-Husayni fue depuesto como alcalde de Jerusalén por el líder del clan rival de los Nashashibi, Ragheb Bey Nashashibi. Amin al-Husayni y Aref al-Aref fueron arrestados por incitación al odio, pero cuando se les otorgó libertad bajo fianza ambos escaparon a Siria. En otra versión de los hechos, alguien avisó a al-Aref y este logró escapar antes de ser arrestado. La corte militar sentenció a ambos a 10 años de cárcel in absentia.
Los jeques de 82 pueblos y aldeas de las zonas de Jerusalén y Jaffa protestaron públicamente por los disturbios, otras similares se enviaron por telegrama a Londres en 1922, año en el que cientos de jeques y mukhtars prestaron su autoridad y apoyo a la inmigración judía. El núcleo de estos posicionamientos era que la inmigración judía conseguiría, como afirmaba el propio movimiento sionista, mejorar las vidas de los árabes a base de hacer progresar el desarrollo industrial. En ocasiones, las protestas de estos jeques y sus telegramas a Londres se consiguieron a través de sobornos de la Organización Sionista Mundial.
Atendiendo a una solicitud de los líderes palestinos, se envió a soldados británicos a buscar armas entre los judíos, incluido en las oficinas y apartamentos de Chaim Weizmann y Jabotinsky. En la casa de Jabotinsky encontraron tres rifles, dos pistolas y 250 balas.[cita requerida] Arrestaron a 19 hombres entre los que no estuvo incluido Jabotinsky, quien acudió a la cárcel voluntariamente y solicitó su propio arresto. Un juez militar lo liberó porque no se encontraba en casa cuando se encontraron las armas, pero fue detenido de nuevo unas horas después y fue condenado. El principal testigo en su juicio no fue otro que el propio Storrs, quien aseguró que no recordaba que le hubiesen hablado de una fuerza de autodefensa. Jabotinsky fue sentenciado a 15 años de cárcel y enviado a Egipto, aunque al día siguiente lo enviaron de vuelta a la prisión de Acre. El juicio y la condena de Jabotinsky llevaron aparejado un clamor en su contra, con la prensa de Londres quejándose (incluido The Times) y el Parlamento Británico realizando preguntas al respecto. Incluso antes de que estos editoriales aparecieran, el comandante de las fuerzas británicas en Egipto y Palestina, el general Congreve, escribió al mariscal de campo Wilson quejándose de que los judíos recibían penas mucho más severas que los árabes por crímenes mucho menos importantes. La sentencia de Jabotinsky se redujo a un año de prisión, y la de los otros 19 judíos arrestados con él a seis meses.
El nuevo gobierno civil de Herbert Samuel promulgó una amnistía general a comienzos de 1921. Sin embargo, Amin al-Husayni y Aref al-Aref fueron excluidos de dicha amnistía por haberse fugado antes de que sus sentencias hubiesen sido hechas públicas. Samuel indultó a Amin en marzo de 1921 y lo nombró muftí de Jerusalén. Cuando al año siguiente se creó el Consejo Supremo Musulmán, al-Husayni exigió y recibió el título de Gran Muftí, posición que se otorgaba de manera vitalicia. También bajo la nueva administración, el general Storrs se convirtió en el gobernador civil de Jerusalén. La Haganá perpetró un atentado contra un adversario político, como fue el caso del asesinato del poeta judío y activista antisionista de origen neerlandés Jacob Israël de Haan, en Jerusalén el 30 de junio de 1924, a manos de Avraham Tehomi, 
La emigración judía a Palestina fue momentáneamente detenida por la administración británica con motivo de la revuelta. Además, sintiendo que las fuerzas británicas no querían defender los asentamientos judíos de los continuos ataques árabes, los judíos palestinos comenzaron a establecer unidades de autodefensa que pasaron a denominarse Haganá (“defensa” en hebreo). Por último, los disturbios hicieron que los líderes árabes de Palestina comenzaran a considerarse menos como “sirios del sur” y más como una única comunidad árabe palestina.